# Valle Orco
La Valle Orco (detta anche Valle di Locana  o Valle di Ceresole) è una valle italiana situata nelle Alpi Graie nella città metropolitana di Torino. Posta a Sud della Valle d'Aosta e a Nord delle Valli di Lanzo, congiunge Pont Canavese al Colle del Nivolet e termina a nord-ovest con la Punta Leynir.

## Geografia

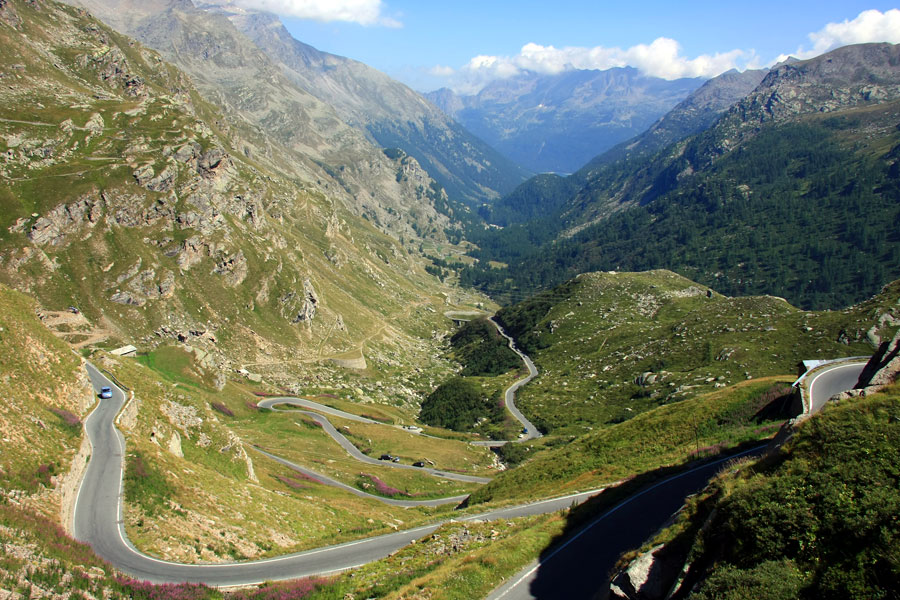
Alta Valle dell'Orco con la strada che sale al passo del Nivolet

il versante sinistro della valle, che guarda verso il Gran Paradiso (4.061 m s.l.m.) ed il suo massiccio, fa parte in larga misura dell'omonimo parco. Il versante destro culmina con il gruppo montuoso delle tre Levanne, delle quali la Levanna Centrale raggiunge l'altezza di 3619 m. Scavata dall'omonimo fiume Orco, è disposta prevalentemente in direzione Ovest-Est. La valle è particolarmente stretta, in particolare nella parte centrale, dove alcuni centri abitati in inverno non vedono il sole per molti giorni. Nella valle sono presenti alcune centrali idroelettriche; quella principale si trova a Rosone, frazione di Locana. Il lago principale è il Lago di Ceresole.

### Orografia

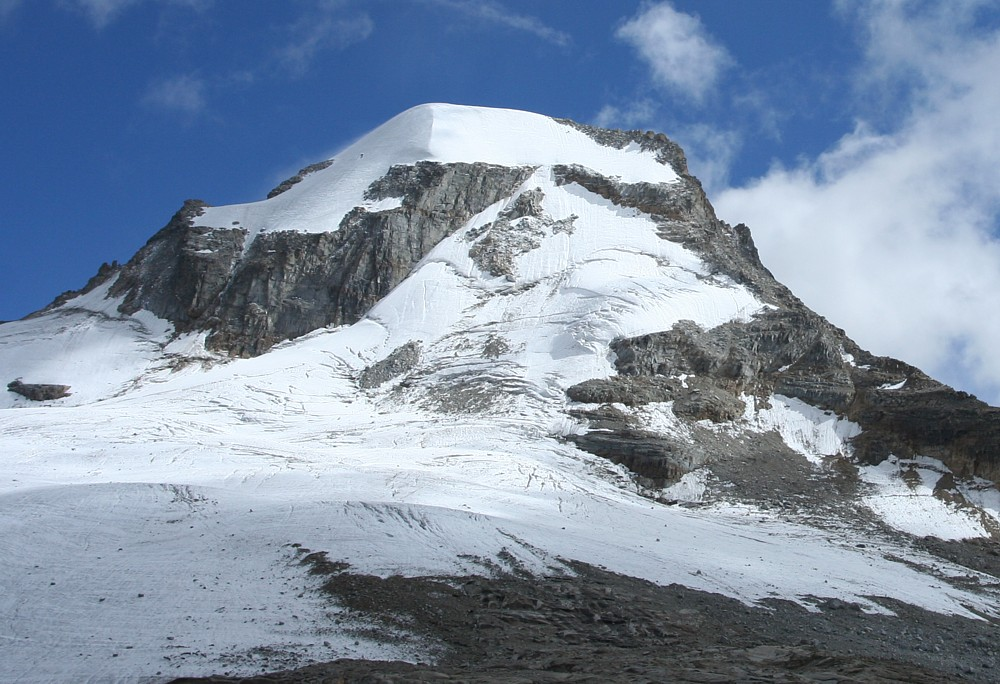
Ciarforon

I principali monti che contornano la valle sono:
- Il Roc - 4.026 m
- Torre del Gran San Pietro - 3.692 m
- Ciarforon - 3.642 m
- Levanna Centrale - 3.619 m
- Becco della Tribolazione - 3.360 m
- Punta di Galisia - 3.345 m

### Valichi alpini

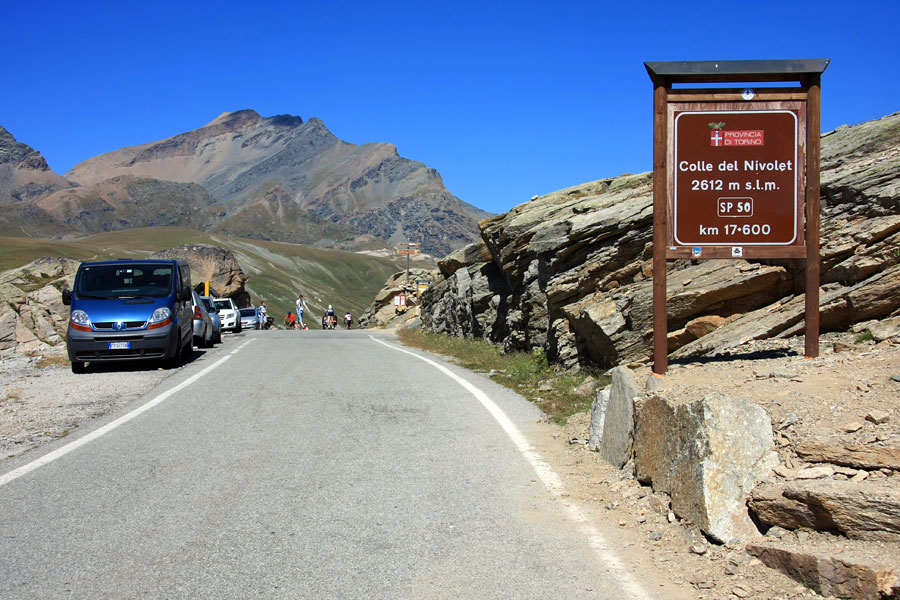
Colle del Nivolet

I principali valichi alpini che collegano la valle con le vallate vicine sono:
- Colle del Carro - 3.149 m - verso la Valle dell'Arc
- Col Rosset - 3.025 m - verso la Val di Rhêmes
- Colle Galisia - 2.998 m - verso la Val-d'Isère
- Colle del Nivolet - 2.641 m - verso la Valsavarenche
- Colle della Crocetta - 2.636 m - verso la Val Grande di Lanzo

### Idrografia

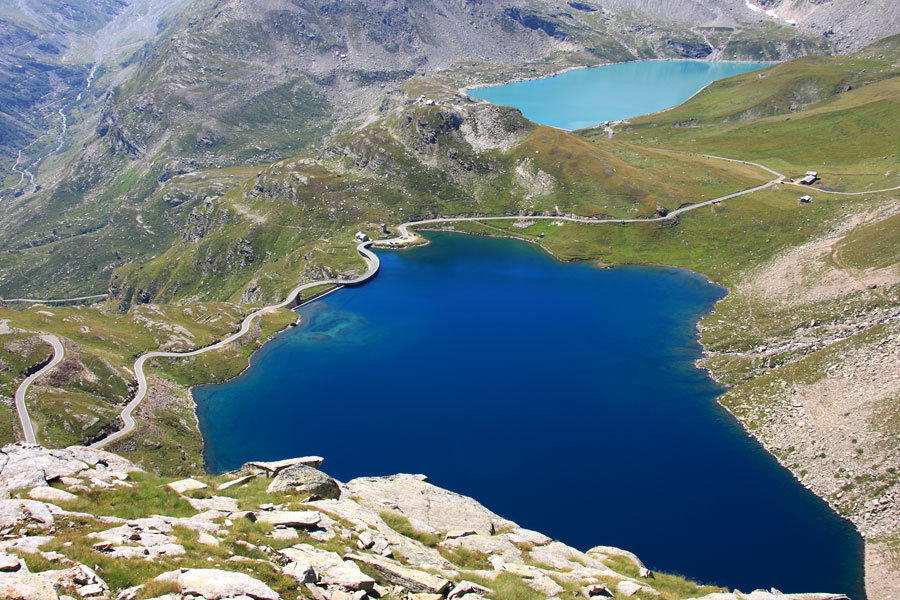
I laghi Agnel e Serrù

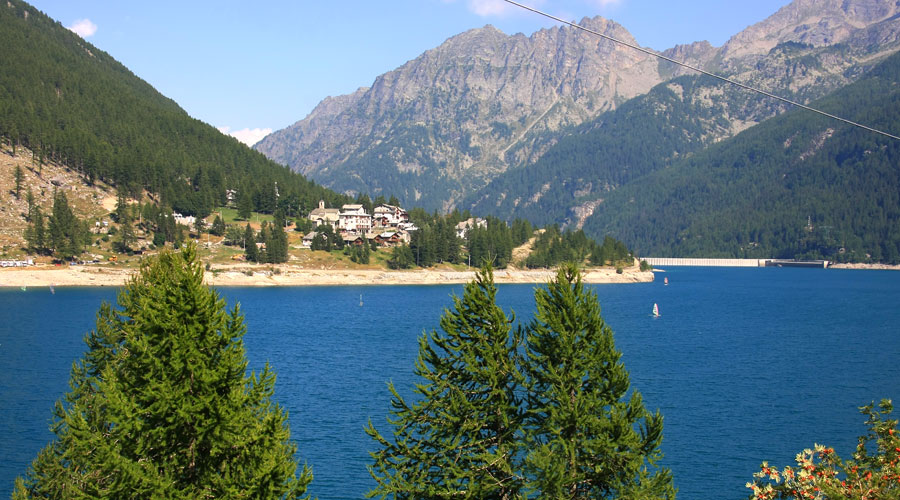
Lago di Ceresole

La valle è ricca di laghi, alcuni alpini naturali, altri invasi artificiali:
- Lago di Ceresole
- Lago Serrù
- Lago Agnel
- Lago di Teleccio
- Lago di Valsoera
- Lago d'Eugio
- Lago di Motta
- Lago Gelato
- Lago Rosset

Gli invasi, formati da sbarramenti artificiali, sono atti ad alimentare le centrali idroelettriche che nella Valle Orco si snodano secondo la sequenza indicata:
- i due serbatoi Agnel e Serrù alimentano la centrale di Villa di Ceresole, dalla quale le acque di scarico confluiscono nel serbatoio di Ceresole
- il serbatoio di Ceresole, insieme alle acque del serbatoio Valsoera, alimenta la centrale di Rosone
- la centrale di Bardonetto, riceve le acque di scarico della centrale di Rosone oltre alle acque dell'Orco
- la centrale idroelettrica di Pont riceve le acque dalla centrale di Bardonetto.

## Geografia antropica

### Centri principali
I centri principali che si incontrano salendo la valle sono:
- Pont Canavese
- Sparone
- Locana
- Noasca
- Ceresole Reale

## Turismo
La valle ha acquistato una grande vocazione turistica, legata soprattutto alla presenza del Parco nazionale del Gran Paradiso.

### Sport
La valle è rinomata per le numerose vie d'arrampicata. Nella seconda metà degli anni settanta, seguendo la scia del mito della Yosemite Valley le pareti del Caporal diventano scenario della nascita del "Nuovo Mattino".
Il bacino del Piantonetto è il vero cuore di roccia del Gran Paradiso, le cime che lo circondano presentano belle pareti di varie esposizioni e altezze, alcune fino a 600 metri. La roccia è il caratteristico e bellissimo gneiss del gran Paradiso, ricco di regolari fessure e placche compatte, che ha da sempre costituito un forte richiamo per gli arrampicatori. Accanto a grandi vie classiche come la “Malvassora” al Becco della Tribolazione e la “Mellano-Perego” al Becco di Valsoera ci sono vie più moderne di grande impegno, alcune aperte con l’uso del trapano;  ci sono arrampicate brevi e ben attrezzate ma non mancano itinerari di ogni difficoltà su cui mettersi alla prova su terreno d’avventura.
Il girolago di Ceresole Reale, durante l'inverno si trasforma in una pista per lo sci di fondo, mentre ai Chiapili e a Locana all'Alpe Cialma si pratica lo sci di discesa.
Sul territorio è presente la riserva di pesca Gran Paradiso aperta dall'ultima domenica di febbraio fino a Novembre.
Sul territorio sono presenti numerosi sentieri da praticare con le ciaspole, mountain - bike o semplicemente passeggiando.

### Rifugi alpini

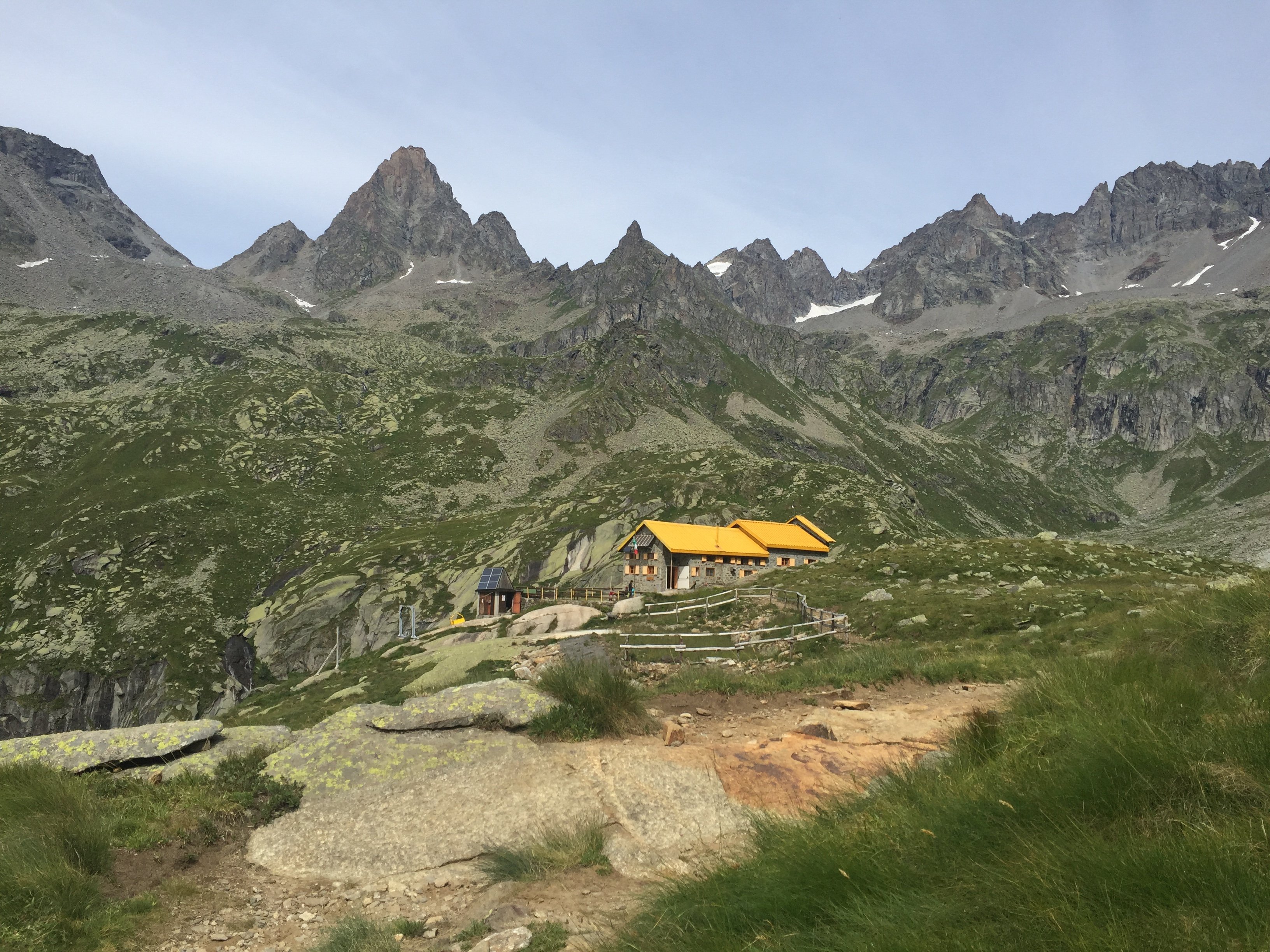
Locana, Vallone di Piantonetto

Per facilitare l'escursionismo di alta quota la valle è dotata di alcuni rifugi alpini:
- Rifugio Vittorio Raffaele Leonesi - 2.909 m
- Rifugio Città di Chivasso - 2.604 m
- Rifugio Albergo Savoia - 2.623 m
- Rifugio Pian della Ballotta - 2.470 m
- Rifugio Guglielmo Jervis - 2.250 m
- Rifugio Pontese - 2.217 m
- Rifugio Guido Muzio - 1.667 m
- Rifugio Noaschetta - 1.540 m.
- Rifugio alpino Santa Pulenta - 1.363 m